# Straßenhaus
Straßenhaus település Németországban, Rajna-vidék-Pfalz tartományban. Lakosainak száma 2028 fő (2023. december 31.).

## Népesség
A település népességének változása:
| Lakosok száma | 1386 | 1919 | 1898 | 1954 | 2000 | 2028 |
|               | 1975 | 2017 | 2019 | 2021 | 2022 | 2023 |